# Єлецький монастир
Успенський Єлецький монастир  пам'ятка національного значення в місті Чернігів.  Один із найстаріших монастирів України. 
Заснований 1060 чернігівським князем Святославом Ярославичем як чоловічий монастир. Розташований на підвищеному правому березі річки Десна між Чернігівським дитинцем і Троїцько-Іллінським монастирем. Складова історичної панорами Чернігова. Зруйнований 1239 року під час монгольської навали. 1623 року відновлений за панування Речі Посполитої, переданий Греко-католицькій церкві. 1649 року внаслідок Хмельниччини захоплений правосланими. Капітально перебудований у стилі українського бароко за головування архімандрита Йоаникія Ґалятовського в 1669—1688 роках. 1786 року за наказом російської імператриці Катерини ІІ позбавлений землеволодінь. 1921 року закритий рішенням радянської влади. У  1944—1964 роках належав Чернігівській обласній філармонії. Відновлений як жіночий монастир після здобуття Україною незалежності (1991). Від 1992 до 2024 року перебував в оренді Московського патріархату під назвою Свято-Успенський Єлецький жіночий монастир, на честь головного храму Успіння Богородиці.

## Історія
Широковідома за багатьма літературними джерелами легенда свідчить, що засновано Успенський монастир ще в середині XI століття князем Святославом Ярославичем у зв'язку з появою 3 лютого (або 6 листопада) 1060 року на одній з ялин в цій місцевості ікони Божої Матері. Згідно з тим же переказом, в монастирі у 1069 р. деякий час перебував «батько руського чернецтва» Антоній Печерський.
Літописних відомостей про монастирську обитель небагато. Крім повідомлення про прибуття до Чернігова св. Антонія і заснування ним на Болдиних горах печерного Богородицького монастиря (1069), згадується у 1177 році «Єфрем — ігумен святої Богородиці».
В середині Ⅻ століття на місці, де з'явилася свята ікона, спорудили мурований храм в честь Успіння Божої Матері. Це була грандіозна для свого часу архітектурна споруда. Увінчаний єдиною масивною главою тринефний, триапсидний двадцятип'ятиметрової висоти собор було видно не тільки з будь-якого кінця міста, але і з навколишніх сіл. Він зберігся до наших днів і його добре видно з південної частини Чернігова.
У 1239 році монголо-татари штурмом взяли Чернігів. Місто було спалено і пограбовано. Не минув цієї долі і Єлецький монастир. Він довгий час знаходився в запустінні. Про це свідчить той факт, що до кінця ⅩⅤ століття і сам Чернігів перебував у занепаді.
На початку ⅩⅥ століття Чернігів переходить під владу Москви. Є відомості, що давня обитель на той час відновлюється, її укріпили і в ній поселили московських іноків.
У 1611 році Чернігів спалив воєвода Горностай. Після цього ченці повернулися до Москви. Через 7 років місто підпадає під Польщу. Пошкоджений і залишений Успенський собор не витримує тиску часу. Спочатку впали бокові глави, а потім і центральний купол.
Після 1623 року Єлецький монастир відремонтували і передали уніатам. Найвідомішим ігуменом монастиря того часу був Кирило Транквіліон-Ставровецький. У 1646 році він випустив першу в Чернігові друковану книгу «Перло многоцѣнное».
У 1649 році Чернігів було визволено від поляків і Єлецький монастир невдовзі знову стає православним. Серед його ігуменів були майбутній архієпископ Лазар Баранович, Феодосій Углицький та його спадкоємець архієпископ Іоанн Максимович — засновник Чернігівського колегіуму, Данило Туптало — відомий релігійний і церковний діяч, більше відомий як св. Дмитро Ростовський.
Чимало зробив для відродження обителі І. Галятовський ((*бл. 1620–1688). При ньому було реконструйовано Успенський собор, побудовані муровані келії, зведена трапезна Петропавловська церква. Він же створив у монастирі бібліотеку.
У 1757 році настоятелем монастиря був призначений Гервасій Линцевський (з того ж року — єпископ Переяслівський та Бориспільський), який щойно повернувся зі служби у Російській духовній місії в Пекіні.
У ⅩⅧ столітті Єлецький Успенський монастир перетворюється у великого землевласника. Але указ імператриці Катерини Ⅱ поклав цьому кінець. У 1786 році до казни були передані кріпаки, які перебували у його власності, — 1256 чоловіків і 1169 жінок, 7 пекарень, 8 шинків, винокурня, 4 бані, 9 млинів, 4 поромні переправи та багато іншого майна. З того часу тут припинилось велике будівництво.

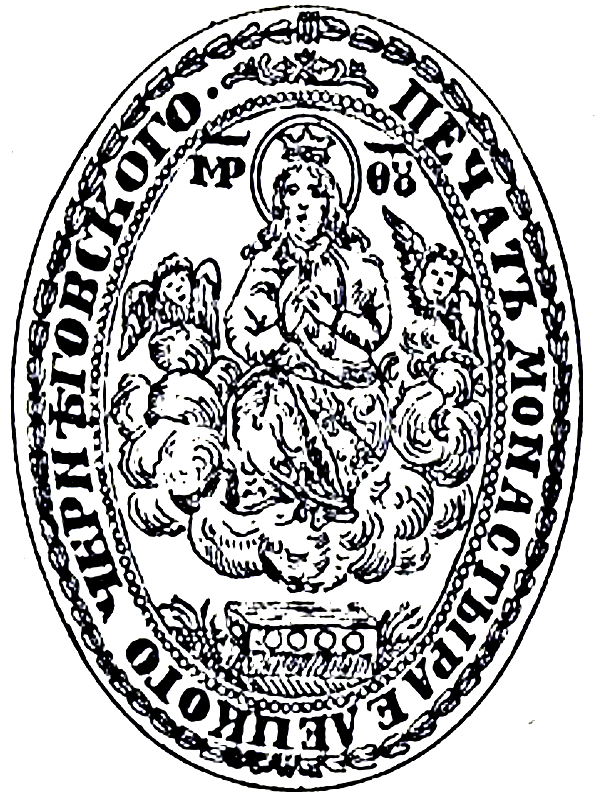
Печатка Єлецького монастиря

В кінці 1921 року Єлецький монастир було закрито. З 1944 по 1964 на території монастиря розташовувалася Чернігівська обласна філармонія. На початку 90-х років XX століття релігійне життя у монастирі відновилось. Тут заснували жіночий монастир.
Як і інші монастирі, обитель на Єлецькій горі являла собою некрополь. В різні часи на її території були поховані великий князь Всеволод Святославович Трубчевський, полковник  Леонтій Полуботок, генеральний обозний Василь Дунін-Борковський, губернатор Андрій Милорадович, полковник Яків Лизогуб та інші.
У товщі гори під садибою монастиря сховані великі підземелля. Відома легенда пов'язує їх початок з іменем Антонія Печерського, однак у 1892 році дослідниками Київського церковно-археологічного товариства була доведена повна безпідставність подібних тверджень.

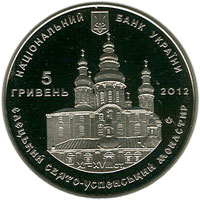
Пам'ятна монета НБУ присвячена Єлецькому монастирю (аверс)

У наш час підземелля Єлецького монастиря являють комплекс закладених цеглою підземних камер і переходів, що розміщуються кількома ярусами. До них додається підземна галерея довжиною 70 метрів, яка з'єднує Успенський собор і Петропавловську церкву.
За огорожею Єлецького монастиря на північ від нього піднімається великий земляний насип — всесвітньовідомий курган Чорна могила. Він насипаний у 60-их роках Ⅹ століття над похованням знатного воїна, як вважають більшість істориків, останнього чернігівського дохристиянського князя, який фігурує як князь Чорний. Крім Чорної могили, поруч з монастирем збереглися ще дві пам'ятки минулого: двоповерховий будинок колишнього чоловічого духовного училища, спорудженого у 1879 році, і тюремний замок, побудований у 1803–1806 роках на ділянці городу Єлецького монастиря магістратом, який придбав цю землю у 1803 році за 100 карбованців.
Єлецький Успенський монастир і Чорна могила входять до туристичного маршруту визначних пам'яток Чернігова.

## Будівлі
До складу архітектурного ансамблю Єлецького Успенського монастиря входять:
- Успенський собор — головний храм (2-а пол. XII ст.)
- Церква-усипальниця Якова Кіндратовича Лизогуба, 1689 року — збудована з південного боку Успенського собору на замовлення Юхима Лизогуба, сина полковника Я. К. Лизогуба. Згодом використовувалась як бібліотека і ризниця. Складається з 2-ох приміщень розділених тамбуром;
- Надбрамна дзвіниця 1670—1675 років — найдавніша висотна споруда Чернігова, її висота — 36 м. Збудована на місці старішої дерев'яної дзвіниці;
- Трапезна Петропавловська церква XVII століття над Єлецькими печерами (1069 рік);
- Келії того ж періоду — найдавніша цегляна жила будівля, що збереглась на Лівобережній Україні. Складаються з трьох корпусів: палатного, східного і південно-західного;
- Мурована огорожа;
- Руїни будинку ігумена XVIII століття.
- Дерев'яний житловий будиночок, відомий як будинок архімандрита Феодосія Углицького, побудований у 1688 році — найдавніша дерев'яна будівля, що збереглась на Лівобережній Україні.

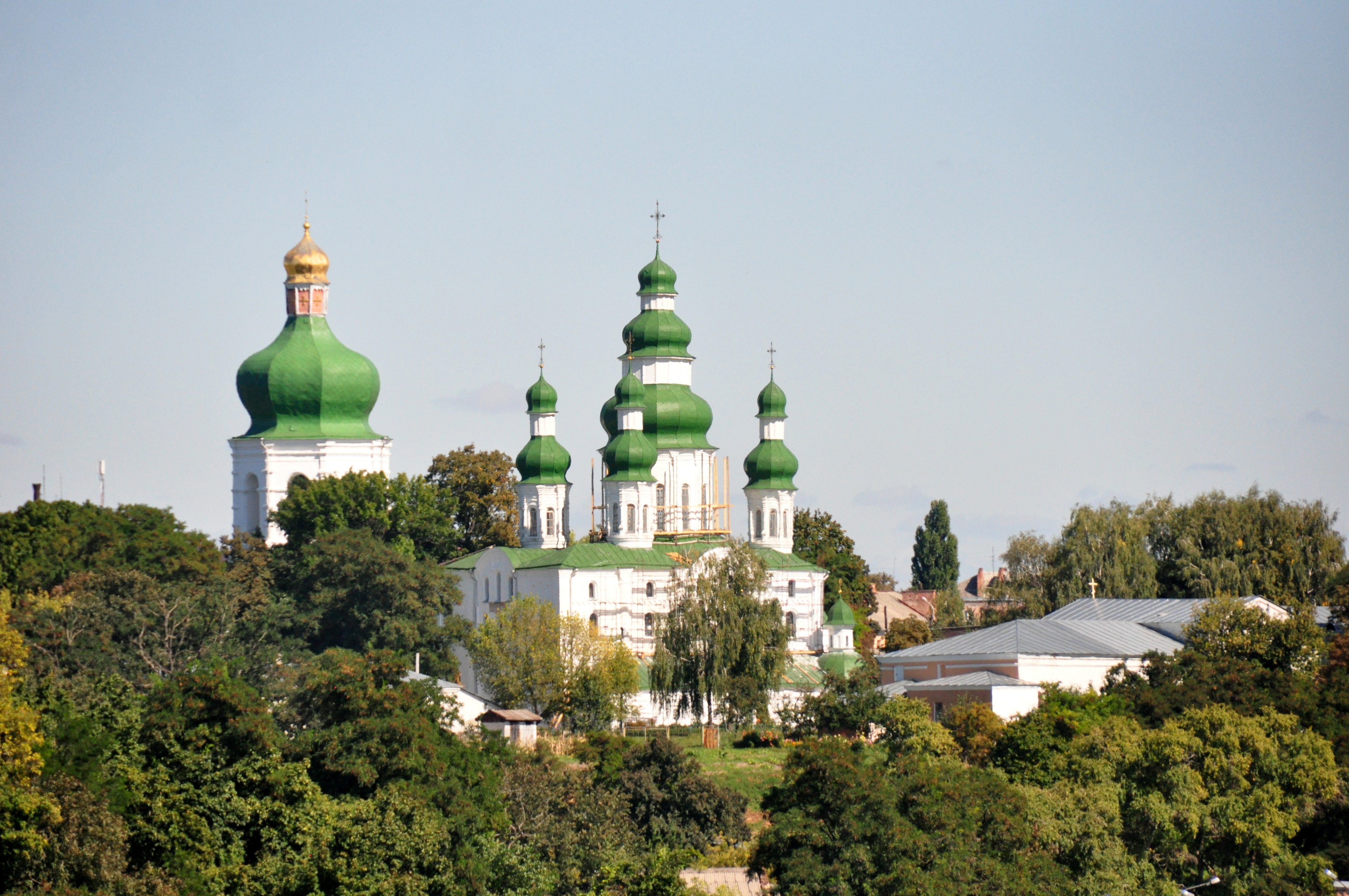
Єлецький Успенський монастир. Краєвид з Болдиних гір
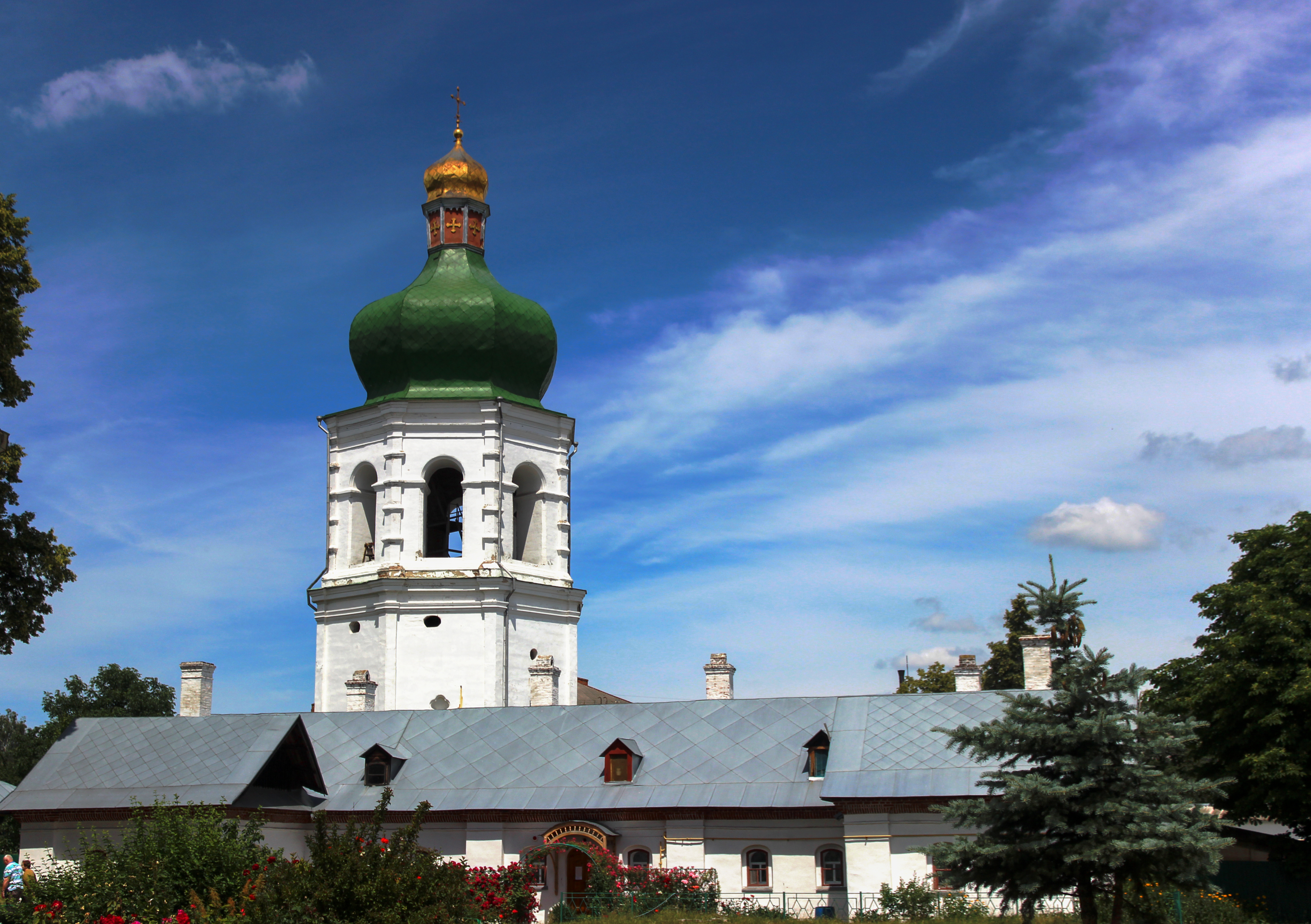
Дзвіниця Успенського собору, 1670-ті
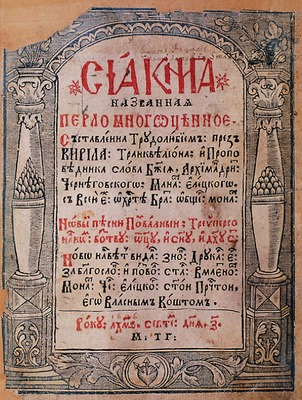
Перло багатоцінне, 1646. Титульний лист
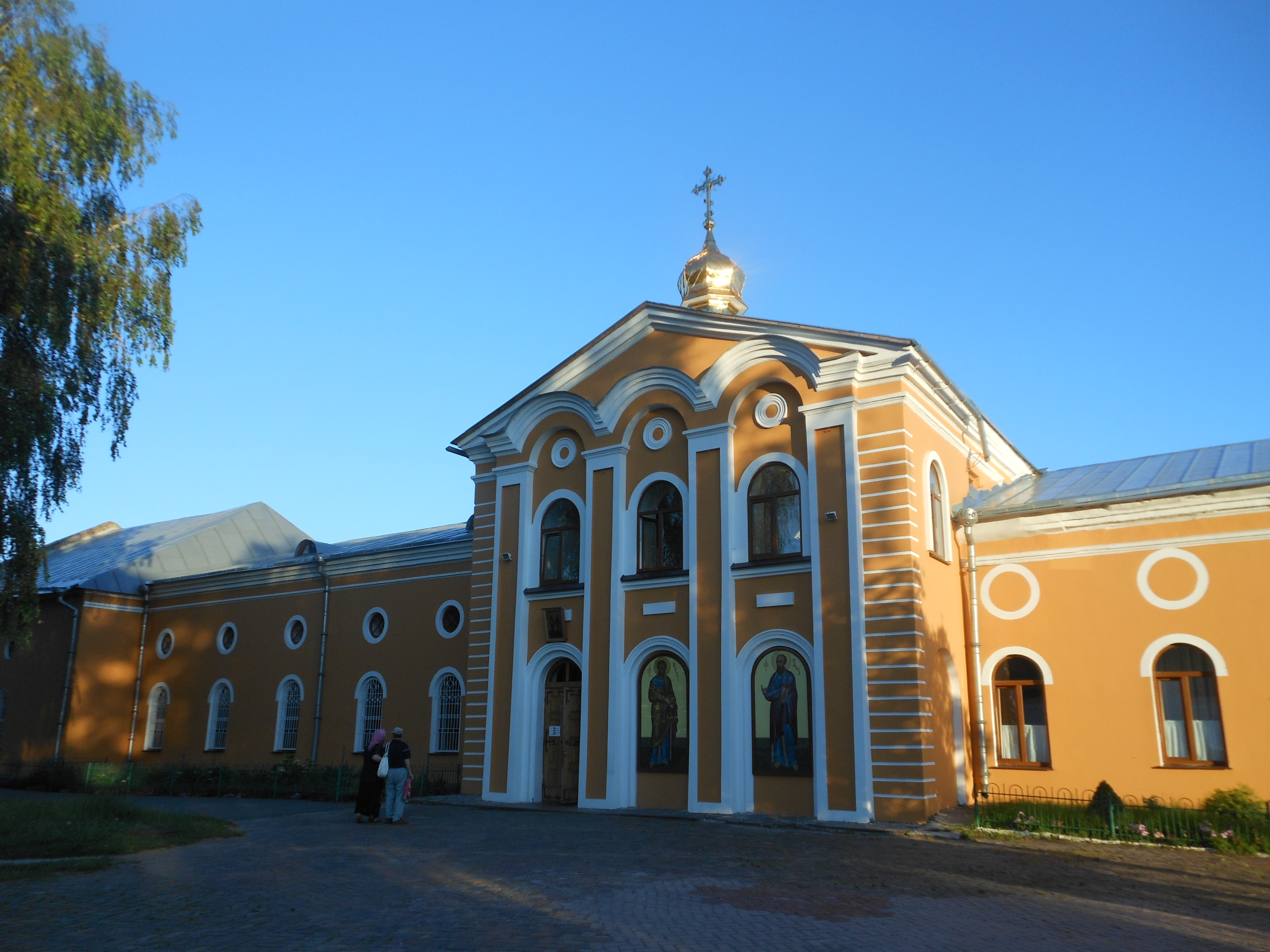
Петропавлівська церква з трапезною
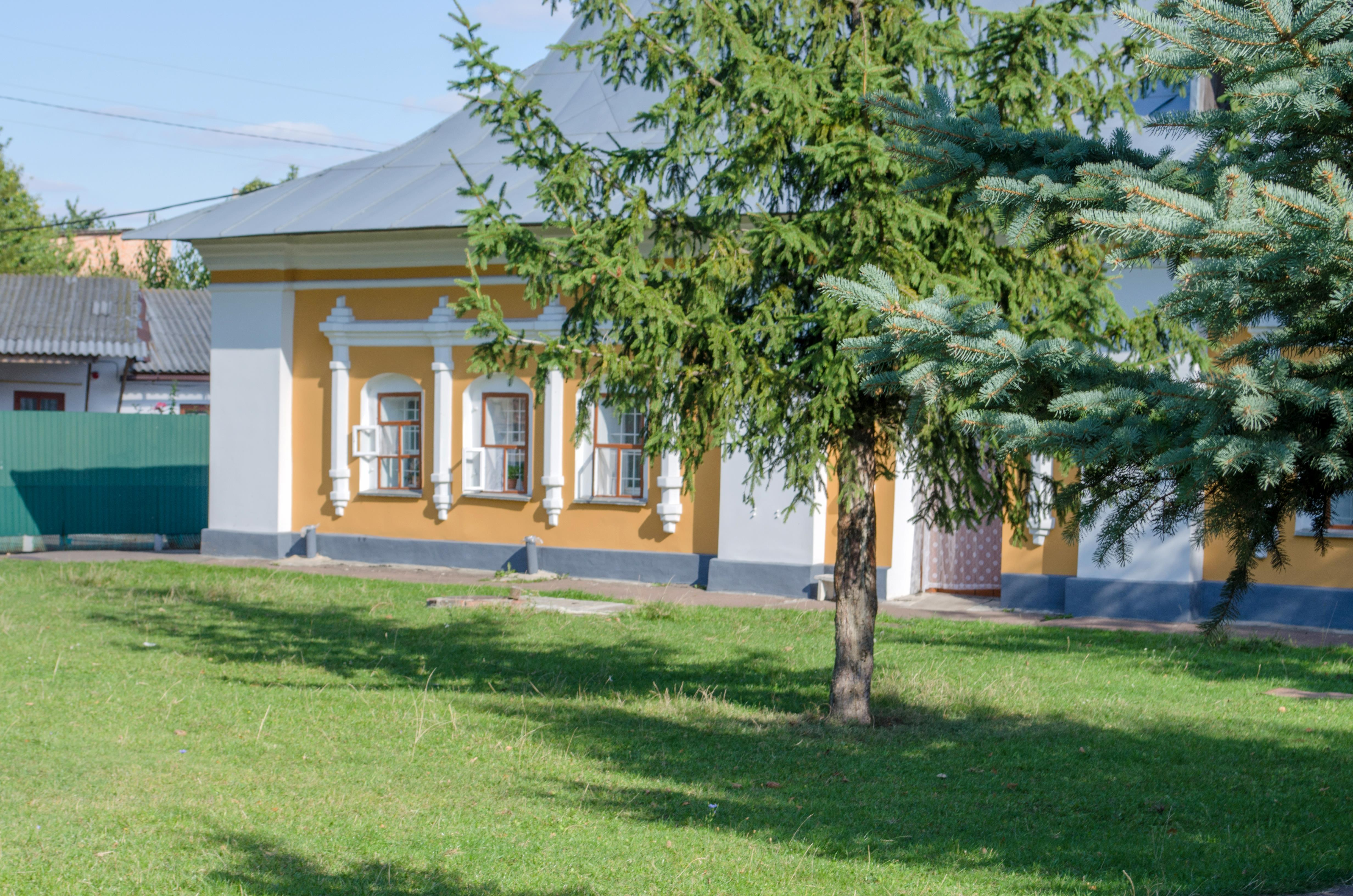
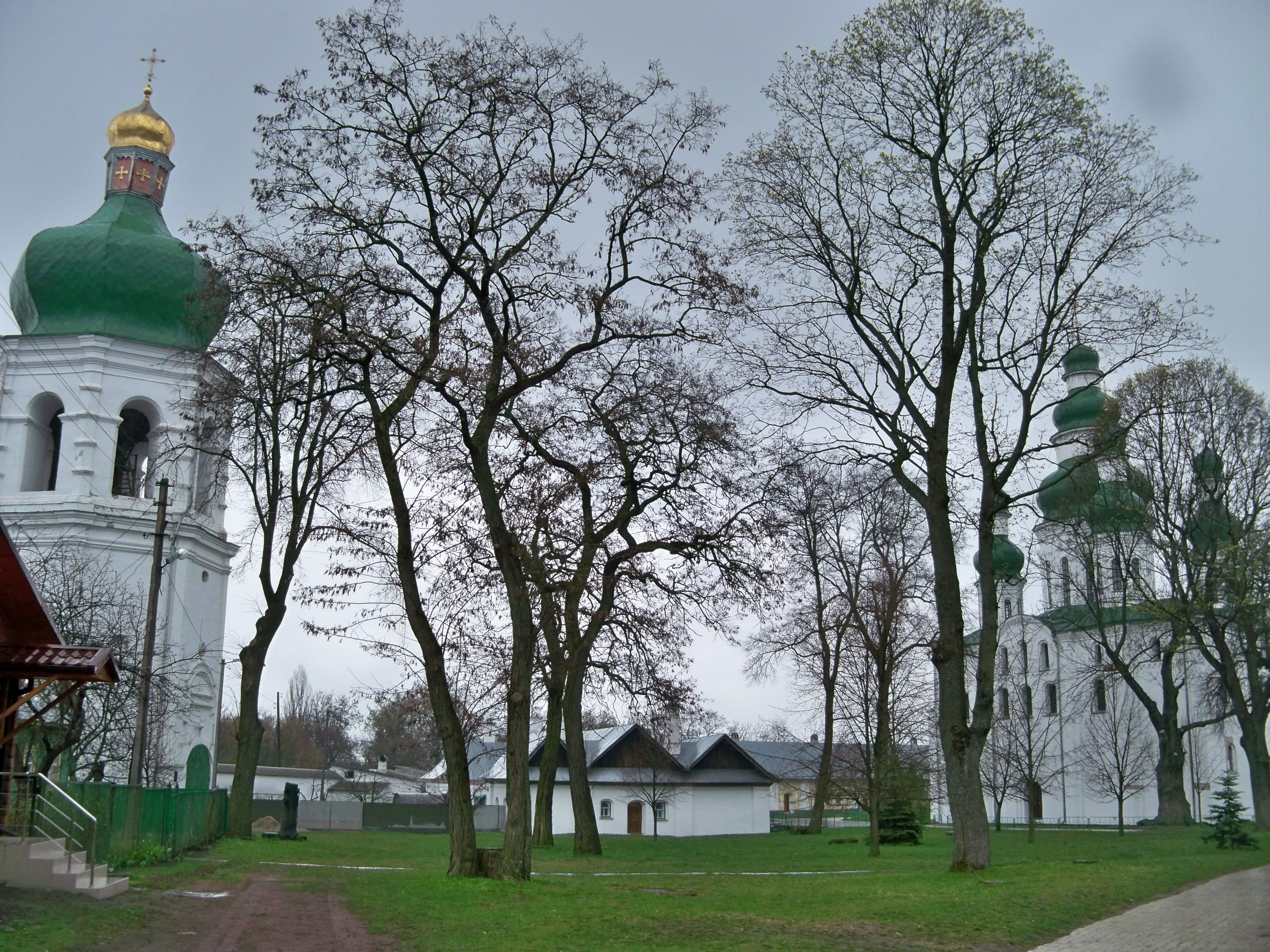

## Настоятелі

### Ігумени
- 1177: Єфрем

### Архімандрити
- 1628—1646: Кирило Транквіліон-Ставровецький
- 1653—1667: Лазар Баранович
- 1669—1688: Іоаникій Ґалятовський
- 1688—1696: Феодосій Углицький
- 1697—1699: Димитрій Туптало
- 1755—1757: Гервасій Линцевський
- 1761—1762: Панкратій Чарниський
- 1763—1773: Панкратій Чарниський
- 1813—1818: Феофіл Татарський
- 1818—1822: Мелетій Носков
- 1850—1852: Климент Можаров